# Pandemia de COVID-19 em Santa Lúcia
Este artigo documenta os impactos da pandemia de coronavírus de 2020 em Santa Lúcia e pode não incluir todas as principais respostas e medidas contemporâneas.

## Linha do tempo
Em 13 de março, o primeiro caso de COVID-19 em Santa Lúcia foi confirmado, tratando-se de um paciente de 63 anos de idade que havia viajado ao Reino Unido. Em 14 de março, o Departamento de Saúde e Bem Estar confirmou o segundo caso.
Em 20 de março, o primeiro-ministro Allen Chastanet anunciou a implementação de medidas de isolamento social, incluindo a suspensão de atividades comerciais não essenciais de 23 de março a 5 de abril.
Em 23 de março, o governo local declarou estado de emergência e anunciou o fechamento dos aeroportos até 5 de abril.